# Giancarlo Nanni
Giancarlo Nanni (Rodi, 27 maggio 1941 – Roma, 5 gennaio 2010) è stato un regista teatrale, drammaturgo e attore italiano.

## Biografia
Dopo il diploma in tecnica aeronautica, lavorò presso Alitalia come steward. Ancora giovane conobbe Jackson Pollock e John Cage, e si avvicinò progressivamente alla pittura, seguendo le orme di Mario Schifano, Cy Twombly, e dall'action painting americano ed esponendo le sue opere alla galleria Arco d'Alibert a Roma.
Nel 1964 conobbe Manuela Kustermann, e questo incontro segnò il suo avvicinamento verso il teatro nonché l'inizio di una solida relazione professionale e sentimentale. L'anno seguente Nanni si licenziò dal suo lavoro e iniziò ad organizzare a Roma diversi happening, tra cui Il bando per Virulentia e 24 ore no stop teatro. Nel 1968 fondò il gruppo teatrale d'avanguardia "Space Re(v)action" e il Teatro La Fede in via Portuense a Roma, che oltre ad essere un palcoscenico per le performance del gruppo fu un vero e proprio laboratorio dove si formarono attori e professionisti del settore tra cui Memè Perlini, Pippo Di Marca, Giuliano Vasilicò e Gian Carlo Riccardi.
Dopo alcune collaborazioni con il Teatro Stabile di Roma e con il Teatro Stabile di Genova, nel 1975 Nanni fondò la cooperativa "La Fabbrica dell’attore", con la quale intraprese un progressivo avvicinamento verso i testi classici. Nel 1989 insieme alla Kustermann acquisì e rilanciò il teatro Vascello, che nel 1998 ottenne l'investitura governativa come "Teatro stabile d’innovazione dal Ministero per i beni e le attività culturali". Tra la fine degli anni novanta e i primi duemila ebbe particolare successo critico e di pubblico la sua versione de Il gabbiano di Anton Čechov, che portò in scena anche in Giappone e negli Stati Uniti.
Il suo ultimo lavoro fu la regia, nel 2008, di Marx a Roma di Howard Zinn.

## Regie teatrali
- 26 opinioni su Marcel Duchamp (1968)
- Escurial prova la scuola dei buffoni di Michel de Ghelderode (1968)
- L’imperatore della Cina (1969)
- A come Alice (1970)
- Il risveglio di primavera (1971)
- Happy Few (1972)
- Il diavolo bianco  (1973)
- Ondine  (1974)
- Artificiale/Naturale (1975)
- Amleto (1975)
- I masnadieri (1976)
- Franziska   (1978)
- L'incendio al teatro dell'opera  (1979)
- Casa di bambola (1980)
- La regina Cristina  (1982)
- La Traviata  (1983)
- La locandiera (1986)
- Febbre  (1986)
- Intersezioni  (1988)
- Creditori (1990)
- Vinzenz e l'amica di uomini importanti (1991)
- Vestire gli ignudi (1992)
- Hedda Gabler (1993)
- Come vi piace  (1994)
- Il gabbiano  (1997)
- Il gatto con gli stivali  (1999)
- I giorni e le notti (2001)
- Una festa per Boris (2002)
- Danno collaterale (2003)
- Il giardino dei ciliegi  (2006)
- In cammino per Oz  (2006)
- Marx a Roma (2008)

## Cinema
- Granada, addio!, regia di Marino Girolami (1967)
- Partner, regia di Bernardo Bertolucci (1968)
- Le castagne sono buone, regia di Pietro Germi (1970)
- Anteprima al terzo braccio, regia di Giancarlo Nanni (1995)

## Televisione
- Metamorfosi veneziane (1984)